# Flughafen Åre Östersund

i7
i11
i13
Der Flughafen Åre Östersund (IATA-Code: OSD, ICAO-Code: ESNZ) ist ein schwedischer Flughafen, 8 Kilometer westlich von Östersund und 94 km östlich von Åre, auf der Insel Frösön gelegen.
Der durch Swedavia betriebene Flughafen, welcher sich ab Åre in zirka einer Stunde und ab Östersund in zehn Minuten erreichen lässt, wurde im Jahr 1958 eingeweiht. Heute verfügt der Flughafen über ein Terminal mit einer Fläche von 5600 Quadratmetern, in dem sich auch ein Duty-Free-Shop und ein kleines Restaurant befinden. 2016 fertigte man in Åre Östersund insgesamt 495.228 Passagiere ab, wovon 483.242 auf Inlandsflüge und 11.986 auf internationale Flüge entfielen. Der Flughafen wird heute sowohl von Charterflügen als auch von Linienflügen verwendet. Derzeit benutzt hauptsächlich SAS Scandinavian Airlines den Flughafen. Die zweite wichtige Fluggesellschaft Nextjet, die in Åre Östersund auch eine Basis unterhielt, stellte am 16. Mai 2018 wegen Insolvenz des Unternehmens den Flugbetrieb ein.